# Nagycsula
Nagycsula (románul: Ciula Mare) falu Romániában, Erdélyben, Hunyad megyében.

## Fekvése
Hátszegtől nyugatra fekvő település.

## Története
Csula nevét 1426-ban említette először oklevél Chwla néven.
1447-ben Chwlla, 1475-ben Chula, 1733-ban Nagij Csula, 1750-ben Csula Mare, 1760–1762 között Nagy Csula 1808-ban Csula (Nagy-), Gross-Schulendorf, Csula-máre, 1913-ban Nagycsulaként említették az oklevelek.
1504-ben Chwla birtokosaiként említették a Csulai, Csulai Ficsor, Váncsa, Móré és Kende családokat.
1445-ben Stephanus Thome Czula, 1492-ben Johannes de Cwlaugya krakkói diákok neve merült fel az oklevelekben.
1483-ban Czwla-i Váncsa János és felesége Haranglábi Ilona neve is szerepelt egy oklevélben.
A trianoni békeszerződés előtt Hunyad vármegye Hátszegi járásához tartozott.
1910-ben 255 lakosából 7 magyar, 248 román. Ebből 247 görögkatolikus, 5 református volt.

## Források

Nagycsula egy régi térképen